# Związek Uczestników Powstania Wielkopolskiego 1918–1919
Związek Uczestników Powstania Wielkopolskiego 1918–1919 (ZUPW) – organizacja kombatancka okresu II RP skupiająca uczestników powstania wielkopolskiego.

## Historia
W 1928 r. organizacja została przekształcona w Związek Powstańców Wielkopolskich. W latach 1928-1937 w składzie Związku Weteranów Powstań Narodowych RP. Od 1938 r. związek był samodzielny, działał do 1939 r.